# Chapelle-Vallon
Chapelle-Vallon település Franciaországban, Aube megyében. Lakosainak száma 232 fő (2022. január 1.). Chapelle-Vallon Aubeterre, Chauchigny, Les Grandes-Chapelles, Mergey, Montsuzain, Rilly-Sainte-Syre, Villacerf és Voué községekkel határos.

## Népesség
A település népessége az elmúlt években az alábbi módon változott:
| Lakosok száma | 176  | 162  | 186  | 191  | 249  | 246  | 243  | 245  | 240  | 232  |
|               | 1968 | 1982 | 1990 | 2006 | 2013 | 2015 | 2017 | 2019 | 2020 | 2022 |